# روشيل بالارد
روشيل بالارد (بالإنجليزية: Rochelle Ballard)‏ هي مركمجة أمريكية، ولدت في 13 فبراير 1971 في مونتيبيلو في الولايات المتحدة.

## وصلات خارجية
- روشيل بالارد على موقع الرابطة العالمية لركوب الأمواج (الإنجليزية)
- روشيل بالارد على موقع EncyclopediaOfSurfing.com (الإنجليزية)
- روشيل بالارد على موقع IMDb (الإنجليزية)
- روشيل بالارد على موقع قاعدة بيانات الفيلم (الإنجليزية)